# Halictus chrysurellum
Halictus chrysurellum är en biart som beskrevs av Cockerell 1945. Halictus chrysurellum ingår i släktet bandbin, och familjen vägbin. Inga underarter finns listade i Catalogue of Life.